# Gillian White
Gillian White (Orpington, 20 juni 1939) is een Engelse beeldhouwer.

## Leven en werk
White werd geboren in Orpington in het graafschap Kent. Zij bezocht van 1949 tot 1955 de Elmhorst School of Ballet in Camberley, maar ging in 1956 beeldhouwkunst studeren. Zij studeerde tot 1960 bij de beeldhouwers Anthony Caro en Elisabeth Frink aan Saint Martin's School of Art en in 1959 bij William Turnbull aan de Central School of Arts and Crafts (nu bekend als Central Saint Martins College of Art and Design) in Londen. In 1960 bezocht zij achtereenvolgens de Sommerakademie Salzburg bij Oskar Kokoschka in Salzburg, ving een studie aan de École nationale supérieure des beaux-arts aan bij Ossip Zadkine en René Collamarini en assisteerde in het atelier van François Stahly in Parijs. Zij maakte daar kennis met de Zwitserse beeldhouwer Albert Siegenthaler, die zij in 1962 huwde. Het paar vestigde zich in 1963 in Londen, maar verhuisde na de geboorte van twee kinderen in 1967 naar Zwitserland, waar zij tot 1972 een gezamenlijk atelier hadden in Villigen-Stilli. In 1972 verhuisden zij naar Leibstadt, eveneens in het kanton Aargau. Zij bleven samenwerken tot de dood van Siegenthaler in 1984.
In 1962 nam White deel aan de expositie Salon de la Jeune Sculpture in het Musée Rodin en in 1973 aan de Schweizer Plastikausstellung in Biel/Bienne.
In 1991 stelde zij haar werk tentoon tijdens de expositie Sculpture Suisse en plein air 1960-1991 bij de Fondation Gianadda in Martigny. Haar werk Windjammer werd door Gianadda aangekocht voor een rotonde in Martigny.
Sinds 1974 is White werkzaam als beeldhouwster voor de openbare ruimte, waarbij vanaf 1980 balken van cortenstaal, die soms worden geverfd, haar belangrijkste materiaal zijn. In 2008 kreeg de kunstenares de EnBW-Förderpreis 2008 in Baden-Württemberg.

## Werken (selectie)
- Gewässerschutzplastik (1970) in Olten
- Environment - 22-delig (1971) voor Ciba-Geiy in Bazel
- Sphäre IV (1990)
- Lichtung (1991), Kulturweg Baden-Wettingen-Neuenhof
- Fächersphäre - 15-delig (1992), Villa Meier-Severini in Zürich-Zollikon
- Aufstieg (1992), Rosengarten in Zofingen
- Bex et arts (1999)
- Sphäre V/The Globe (1992), Bonstetten Park in Thun
- Passagen (2000/01)
- Wrangle (2002)
- Wave White Widded Words 2 (2002/03), Kunstpfad am Mummelsee

## Fotogalerij

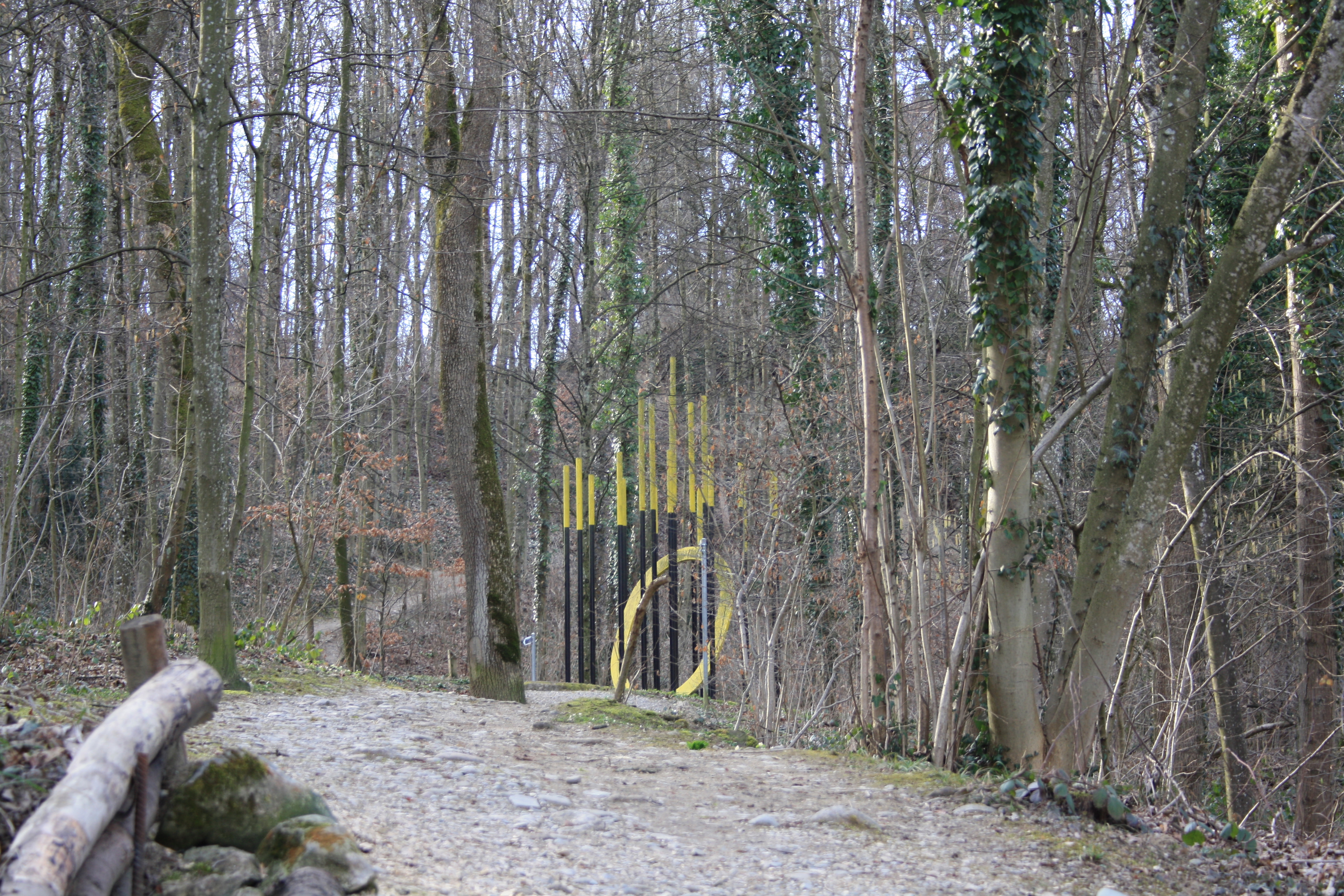
Lichtung (1991)
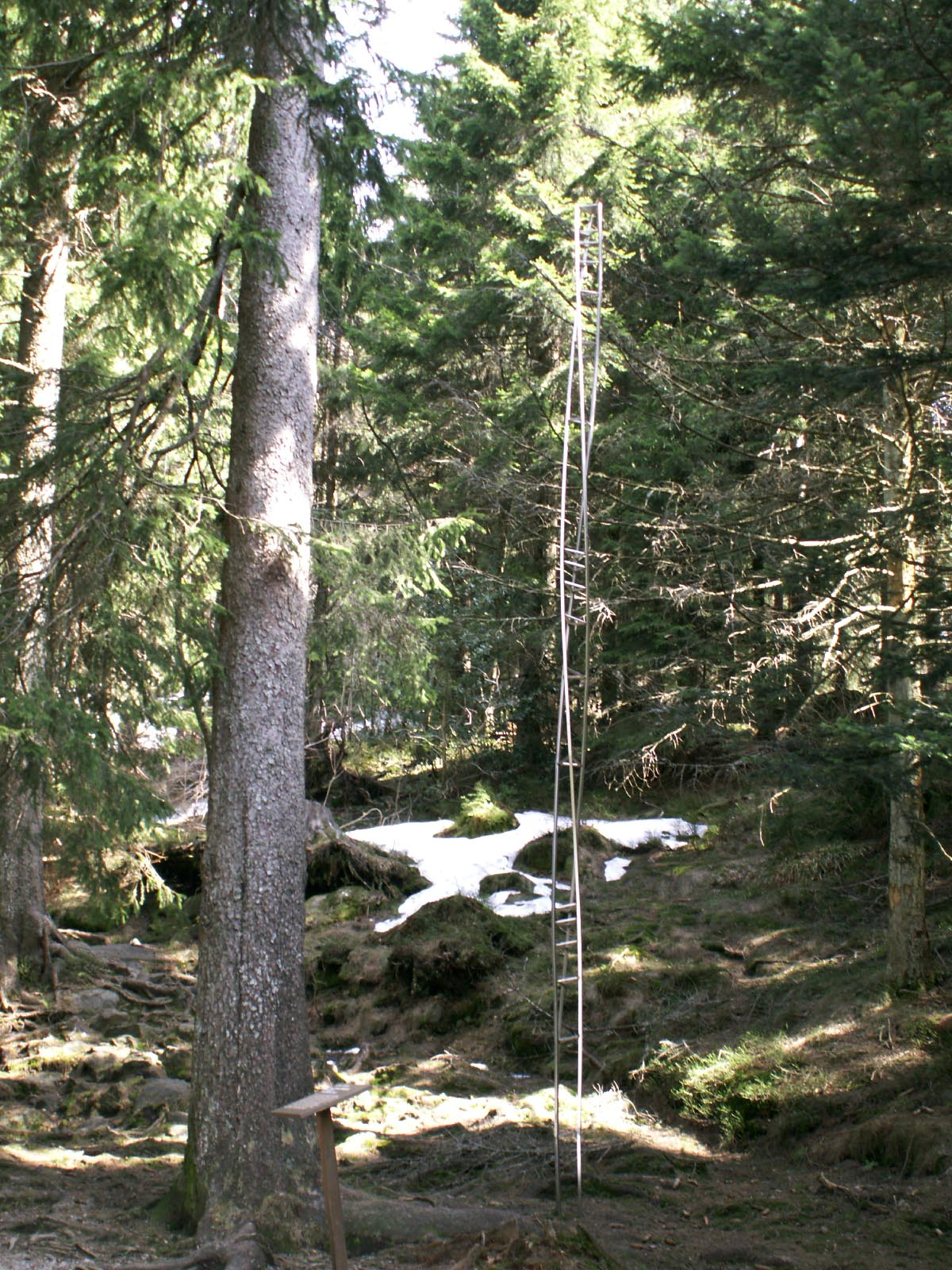
Wave White Widded Words 2 (2002/03)